# Steve Harley & Cockney Rebel

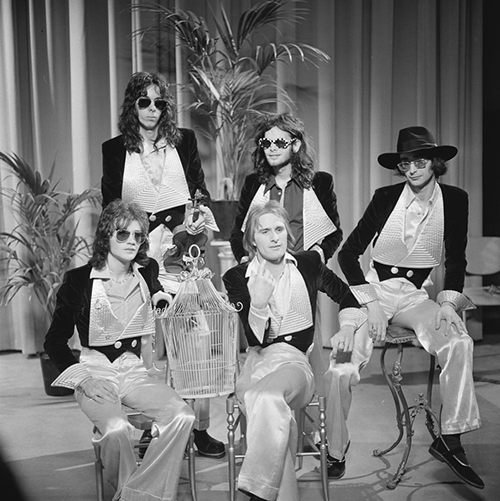
Steve Harley & Cockney Rebel in 1974

Steve Harley & Cockney Rebel was een Britse popgroep onder aanvoering van zanger Steve Harley. De band werd bekend in de vroege jaren '70 met hits als Sebastian, Judy Teen en Make Me Smile (Come Up and See Me). 
Harley had al enige tijd samengewerkt met John Crocker als straatmuzikant voor zij in 1972 de band Cockney Rebel oprichtten. Als drummer werd Stuart Elliott aangetrokken, als bassist Paul Jeffreys en als toetsenist Milton Reame-James. Al na vijf optredens kwamen zij onder contract bij EMI, en met het nummer Sebastian hadden zij succes in een aantal Europese landen. Als debuutalbum kwam in 1973 The Human Menagerie uit, volgens veel fans hun beste album.
Al snel werd duidelijk dat Harley de band als zijn begeleidingsband zag, en dat de band daardoor geen lang leven beschoren zou zijn. Toch bracht de band enkele hitsingles uit, waaronder Judy Teen en Mr. Soft. De band werd in 1974 verkozen tot "Most Outstanding New Act", maar aan het einde van een succesrijke toer in dat jaar namen alle bandleden ontslag, op Elliott na. Harley zou vervolgens met sessiemuzikanten optredens verzorgen voor popprogramma's als Top of the Pops. Vanaf dat moment zou de band alleen in naam bestaan, en betrof het een soloproject van Steve Harley.
Het album The Best Years of Our Lives uit 1974, waaruit de hitsingle Make Me Smile (Come Up and See Me), werd geproduceerd door Alan Parsons. 
Na 1974 ging het allemaal wat minder met Harley: op een paar kleine projecten in 1979 en begin jaren '80 na was het rustig rond de zanger. Eind jaren '80 zou hij opnieuw met het oude Cockney Rebel-repertoire op het podium staan. In de jaren '90 zou hij twee soloalbums uitbrengen, waarna in 2005 weer een album onder de naam Cockney Rebel: The Quality of Mercy. Zijn laatste tourband noemde hij Cockney Rebel Mark III, maar afgezien van drummer Elliott zaten daar geen originele bandleden in.
Steve Harley overleed op 17 maart 2024.

## NPO Radio 2 Top 2000
| Nummers met noteringen in de NPO Radio 2 Top 2000 | '99 | '00 | '01 | '02 | '03 | '04 | '05 | '06 | '07 | '08 | '09  | '10 | '11 | '12 | '13 | '14 | '15  | '16  | '17  | '18  | '19  | '20  | '21  | '22  | '23  | '24  |
| ------------------------------------------------- | --- | --- | --- | --- | --- | --- | --- | --- | --- | --- | ---- | --- | --- | --- | --- | --- | ---- | ---- | ---- | ---- | ---- | ---- | ---- | ---- | ---- | ---- |
| Make Me Smile (Come Up and See Me)                | 391 | 300 | 283 | 412 | 522 | 665 | 499 | 590 | 698 | 569 | 1826 | 833 | 914 | 934 | 889 | 983 | 1178 | 1516 | 1567 | 1308 | 1314 | 1411 | 1471 | 1558 | 1600 | 1582 |
| Sebastian                                         | 61  | 84  | 49  | 76  | 90  | 92  | 116 | 146 | 151 | 120 | 191  | 172 | 170 | 244 | 334 | 377 | 414  | 495  | 566  | 784  | 768  | 895  | 866  | 956  | 935  | 881  |

1. ↑  Een vetgedrukt getal geeft de hoogste notering van een nummer aan.

## Bron
- Gebaseerd op deze versie van het artikel Steven Harley & Cockney Rebel uit de Engelstalige Wikipedia